# サッちゃん 続・渋谷怪談
『サッちゃん 続・渋谷怪談』（サッちゃん ぞく・しぶやかいだん）は、日本のホラー小説。2004年8月19日、竹書房から発行された。
2004年のホラー映画『渋谷怪談』『渋谷怪談2』の原作小説『渋谷怪談』の続編。前作まで同様に都市伝説を題材とし、東京都渋谷区を舞台とした作品である。

## 概要
映画と小説との連動企画だった前作に対し、本作は小説のみが先行する書き下ろしとして制作された。渋谷を舞台とするコンセプトはそのままで、新たに学校を舞台とする要素が加えられている。
都市伝説を題材とするコンセプトも同様だが、前作まで多くの都市伝説を題材にしながら、物語の構成上で取り入れられなかった
伝説が多く残されていたことから、本作ではそれらが優先的に取り入れられており、「口裂け女」「耳から白い糸」「赤い部屋」「三本足のリカちゃん」「転生」「お父さん、何で？」などが題材となっている。これらに混じり、著者の創作による都市伝説も作中に登場している。
また前作までにおいて、呪いの事件の最中で特定の人物のみが最後までなぜ生き残ったか、などの様々な謎について、一定の解答を提示する作品でもある。
シリーズの中では唯一、映像化が行われていない（2011年7月時点）。

## あらすじ
かつて渋谷で起きた数々の怪事件。町外れのコインロッカーに携わった人々が、ロッカーに捨てられた赤ん坊の怨念といわれる「サッちゃん」に呪い殺される中、久保綾乃はただ1人生き残り、それ以来サッちゃんも姿を消していた。それから7年後、綾乃は教師となって母校の渋谷向陽中学に赴任するが、その数日後、受け持ちの生徒の1人が謎の死を遂げる。呪いはまだ終わっていないのか? 綾乃の不安とともに、校内で次々に奇怪な事件が起こる。

## 登場人物
久保 綾乃（くぼ あやの）
前半部の主人公。渋谷向陽中学で2年生を受け持つ新任教師。前作までの「サッちゃん」の呪いの騒動で生き残った後、夢だった教師となり、母校である同中学に赴任する。一連の事件が各地にはびこる都市伝説に酷似していることに気づき、その謎を追い始める。
古市 リナ（ふるいち リナ）
後半部の主人公。綾乃の受け持つ学級の生徒の1人。優柔不断で、行動力のある親友・未久に憧れている。
橋本 未久（はしもと みく）
リナの同級生。冒頭で学校の朝礼の最中に体調を崩し、精神に異常を来たし、数日後に自宅で変死体となった姿を発見される。
七瀬 佐緒里（ななせ さおり）
リナの同級生。身嗜みを整えれば美形のはずだが、がさつで近寄りがたく、皆に苦手がられている。未久の死後、なぜかリナに接近する。
皆川 幸也（みながわ ゆきや）
リナの同級生。リナから想いを寄せられているが、本人は部活に力を注いでいる。
広山 篤志（ひろやま あつし）
綾乃の受け持ちの隣の学級の担任教師。綾乃の学級の担任を兼任していたこともあり、綾乃にとっては校内で頼れる存在。
木村 亮子（きむら りょうこ）
リナたちの学級の元担任教師。若く面倒見の良い性格で人気もあったが、物語開始の2か月前に謎の失踪を遂げている。

## 書誌情報
- 福谷修『サッちゃん 続・渋谷怪談』竹書房〈竹書房文庫〉、2004年。ISBN 978-4-8124-1745-4。